# La Maladie de Sachs
La Maladie de Sachs je francouzský hraný film z roku 1999, který režíroval Michel Deville podle stejnojmenného románu Martina Wincklera z roku 1998. Snímek měl světovou premiéru 22. září 1999.

## Děj
Doktor Bruno Sachs má lékařskou praxi na venkově. V jeho ordinaci se střídají nejrůznější pacienti, pan doktor je vždy ochotný a pečlivý. Ve vesnici je jeho postava trochu záhadou a vedou se řeči o jeho soukromém životě.

## Obsazení
| Albert Dupontel       | doktor Bruno Sachs                |
| Valérie Dréville      | Pauline Kasser                    |
| Dominique Reymond     | paní Leblanc                      |
| Etienne Bierry        | pan Renard                        |
| François Clavier      | doktor Boulle                     |
| Nathalie Boutefeu     | servírka Viviane                  |
| Philippe Lehembre     | pan Guilloux                      |
| Marianne Groves       | sousedka od naproti               |
| Lucienne Hamon        | Sachsova matka                    |
| Marie-France Santon   | paní Borgès                       |
| André Thorent         | pan Guénot                        |
| Pierre Diot           | muž s anestetiky                  |
| Amanda Langlet        | žena v pivnici                    |
| Christine Brücher     | matka Annie                       |
| Sandra Chérès         | paní Calvino                      |
| Claire Hammond        | žena, která nemůže přijít         |
| Benoît Muracciole     | Diego z knihkupectví              |
| Martine Sarcey        | paní Destouches                   |
| Marie Verdi           | paní Renard                       |
| Bernard Waver         | pan Deshoulières                  |
| Béatrice Bruno        | Angèle Pujade                     |
| Christine Gagneux     | paní Benoît                       |
| Jeanne Victor         | Annie                             |
| Anne Fassio           | žena se zácpou                    |
| Denis Chérer          | němý číšník v pivnici             |
| Albert Delpy          | zákazník v lékárně                |
| Sylvie Ferro          | telefonistka                      |
| Serge Riaboukine      | noční opilec                      |
| Catherine Boisgontier | žena, která ztratila bratra       |
| Michelle Brûlé        | žena se vzornou hygienou          |
| Jean-Claude Bourbault | muž s infarktem                   |
| Nicolas Marié         | velitel hasičů                    |
| Dan Réache            | pacientka s lednicí               |
| Jacques Petitjean     | pacient s novinami                |
| Claire Conti          | pacientka u počítače              |
| Frédéric Withal       | pošťák                            |
| Christian Neupont     | papírník                          |
| Marie Trawinska       | paní Midi Pile                    |
| Gilles Charmot        | Georges                           |
| Cécile Arnaud         | sousedka paní Bailly              |
| Valérie Tchéou        | paní Bailly                       |
| Céline Thiou          | pacientka, která nechce vyrušovat |
| Elisabeth Potier      | žena s tasemnicí                  |
| Bénédicte Flatet      | pekařka                           |

## Ocenění
- Filmový festival v San Sebastianu: Stříbrná mušle za nejlepší režii (Michel Deville)
- Cena kritiků: Cena Méliès za nejlepší francouzský film.